# Ortiz (Venezuela)
Pour les articles homonymes, voir Ortiz.
Ortiz est une ville de l'État de Guárico au Venezuela, capitale de la paroisse civile d'Ortiz et chef-lieu de la municipalité d'Ortiz.